# Nécropole nationale de Sept-Saulx
La nécropole nationale de Sept-Saulx  est un  cimetière regroupant les tombes  de soldats français, située à Sept-Saulx , dans la banlieue de Reims est une nécropole et un cimetière militaire. 

## Description

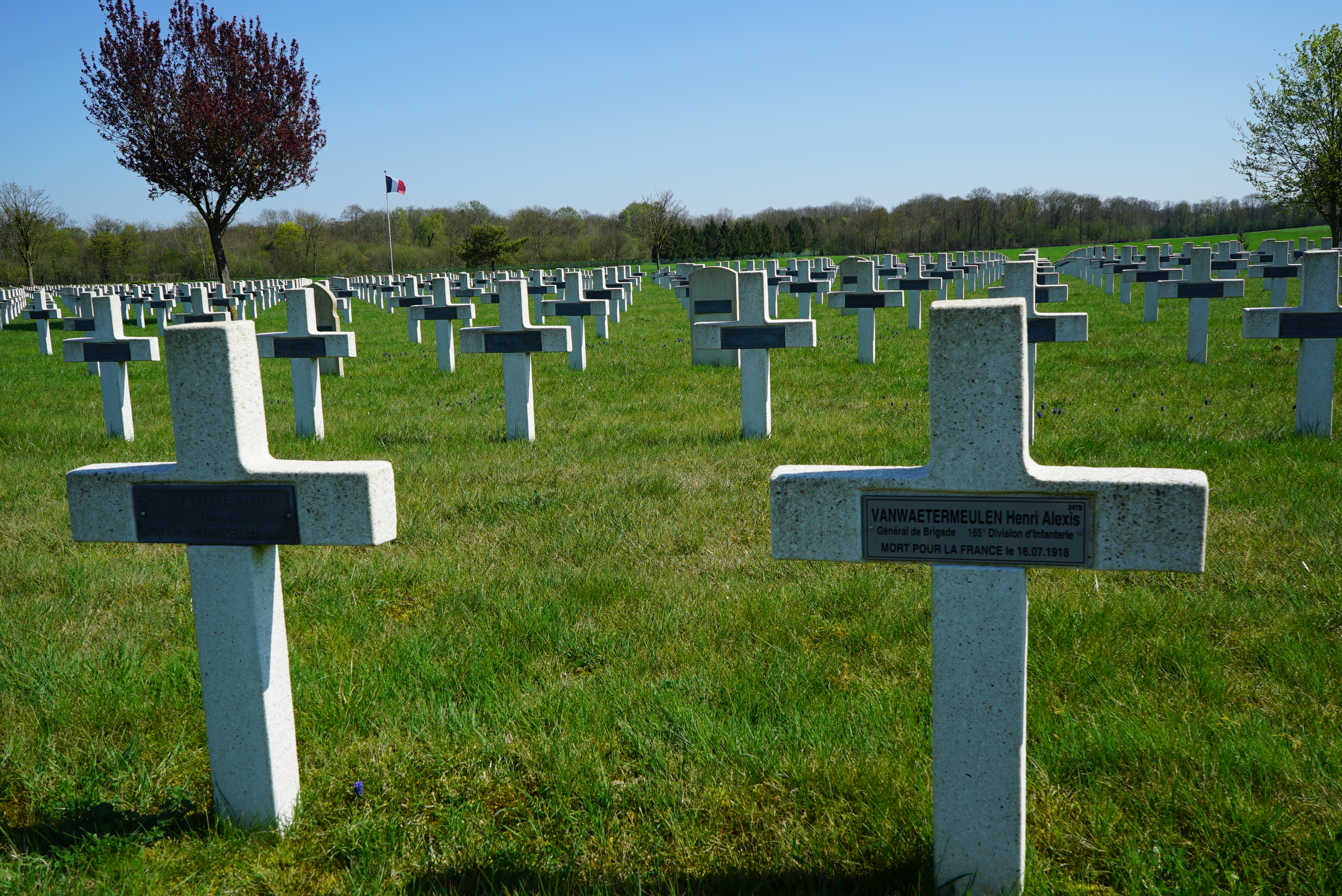
Tombes dont celle du général.

Elle abrite 3043 soldats français tués au cours de la Première Guerre mondiale et deux soldats décédés lors de la Seconde Guerre mondiale, créée en 1915 elle regroupe actuellement les anciens cimetières militaires de La Veuve, la Ferme de Moscou et du Mont de Billy ; le général Henri Vanwaetermeulen (décédé le 16 juillet 1918) y repose. Elle fut rénovée en 1988.
Le cimetière dépend de la direction régionale des Anciens Combattants et Victimes de Guerre se trouvant à la CIté administrative de Metz, rue du Chanoine Collin.